# Pleurotomella papyracea
Pleurotomella papyracea é uma espécie de gastrópode do gênero Pleurotomella, pertencente a família Raphitomidae.